# Antonio Rodríguez de las Heras
Antonio Rodríguez de las Heras Pérez (Vigo, 19 de septiembre de 1947-Madrid, 4 de junio de 2020), fue un historiador español, catedrático de la Universidad Carlos III, decano de la Facultad de Humanidades, Comunicación y Documentación y director del Instituto de Cultura y Tecnología de la Universidad Carlos III. Era, asimismo, miembro del Consejo Asesor de TeamLabs desde su fundación en 2013.

## Biografía
Nacido el 19 de septiembre de 1947 en Vigo (Pontevedra) por el traslado de su familia desde Salamanca hasta la ciudad gallega debido a que su padre fue director del laboratorio del Centro Oceanográfico de Vigo, desde 1941 hasta su fallecimiento en agosto de 1958; y en 1952 siendo presidente de la Delegado del Consejo Superior de Colegios Químicos; también fue fundador y decano del Colegio Oficial de Químicos de Vigo, conocido más tarde como Colegio Oficial de Químicos de Galicia.
Estudió Física en Madrid, carrera que abandonó para trasladarse a Salamanca donde estudió en la facultad de Filosofía y Letras. Finalizados los estudios inició su trayectoria profesional realizando entrevistas a conocidos escritores —Salvador Espriu, Camilo José Cela, Antonio Buero Vallejo o Ana María Matute entre otros— para el Mirador Literario de ABC. En 1971 publicó la biografía de Ángel María de Lera, a quien conoció personalmente, tras lograr superar los escollos con la censura.
Trabajó para el Faro de Vigo, El Adelanto de Salamanca, labor que compaginó con la redacción de Os carneiros, un libro sobre la migración de los portugueses hacia Europa. Presentó la tesis doctoral sobre Filiberto Villalobos en la Universidad de Salamanca en 1974. La tesis obtuvo el Premio Extraordinario de Doctorado y el Premio del Patronato de la Universidad de Salamanca. 
Ese mismo año ocupó el cargo de profesor en la Universidad de Extremadura, lugar que eligió para trabajar en lugar de Salamanca porque su esposa era profesora en la Universidad Laboral. Un año más tarde comenzó a desarrollar su «método de la topología del discurso» para el análisis del discurso político. El método fue aplicado en la enseñanza de historia de dicha facultad.
Entre 1974 y 1992 fue profesor de la Universidad de Extremadura. Primero como Profesor Interino (1974-1985), luego como Titular (1985-1987) y, por fin, Catedrático (1987-1992). En Cáceres fundó el Laboratorio (luego, Seminario) de Investigación del Conflicto dentro del Departamento de Historia Contemporánea de la Facultad de Filosofía y Letras. A finales de los años setenta introdujo en la Universidad de Extremadura los primeros ordenadores —Apple II— aplicados al estudio de ciencias sociales. Entre 1979 y 1980 fue profesor asociado de Manuel Tuñón de Lara en la Universidad de Pau (Francia). A Tuñón de Lara, lo conoció en el Tercer Coloquio de Pau, en donde, según recordaría: «Me presenté allí en aquellos tiempos en los que sabía que al volver te quitaban el pasaporte». Con Tuñón de Lara mantuvo una relación duradera y amistosa, de mutua admiración, aun cuando se trataba de dos proyectos intelectuales muy diferentes.  Entre octubre de 1986 y marzo de 1987 estuvo en la Universidad de París VIII como maître de conferences.
Obtuvo la cátedra de Historia contemporánea en 1987, con el estudio de investigación Teoría y método en Historia Contemporánea. En 1991 ocupó el cargo de profesor en la Universidad Carlos III de Madrid y después en la Universidad de Extremadura, siendo nombrado por esta doctor honoris causa en 2017.
Como historiador fue pionero en el desarrollo de la historia del tiempo presente, una disciplina construida desde la convicción de que a partir de 1945, tras el fin de la Segunda Guerra Mundial, las tradicionales categorías de estado y de nación no bastaban para dar cuenta de la emergencia de los nuevos acontecimientos globales, derivados de los desarrollos en cibernética, astronáutica, física nuclear y, sobre todo, de las tecnologías de la comunicación y de la información. La novedad de su enfoque se materializó en la creación de una nueva forma de acercarse a las fuentes mediante el llamado Método de la Topología del Discurso: una representación gráfica que muestra la relación entre los distintos conceptos que forman un discurso o, en otras palabras, el entramado en red de relaciones que cartografiaban los itinerarios por los que discurre un autor para construir su discurso.
Fue especialista en la interacción entre Humanidades y Tecnología, fundador de la Facultad de Humanidades, Comunicación y Documentación, y fundador y director del Instituto de Cultura y Tecnología (ICyT) de la Universidad Carlos III de Madrid.  «La sociedad del conocimiento —decía Antonio Rodríguez de las Heras— se hará con científicos, con maestros y con artistas», pues sin ese encuentro de sensibilidades no tendremos el metabolismo social necesario para convertir la información en conocimiento.
Desde la etapa extremeña su interés por el hipertexto no era sólo teórico, aunque su interés se incrementó tras la llegada a Madrid. También se interesó por llevar a la práctica de forma artesanal pequeños experimentos pioneros. Entre ellos se conservan pálidos testimonios de los siguientes:  el proyecto hecho con Guide para la oposición a cátedra de 1987, Por la orilla del hipertexto (1988) con HyperCard / Hypertalk, San Petersburgo antes de la Revolución (1992) con SuperCard, Nuevos espacios (1993) con CDI, Imagen y memoria de la UGT (1994) con CDI, Historia interactiva de la Humanidad (1997) con CDI. Su visión sobre las posibilidades de las nuevas tecnologías, le llevó a ser considerado uno de los padres de la Humanidades Digitales en España.
Elaboró diferentes artículos de divulgación y opinión en la revista digital bez y en una columna quincenal en El País Retina.
Falleció a los setenta y dos años el 4 de junio de 2020, a causa de la COVID-19.

## La red es un bosque (2017)
En su último libro, La red es un bosque, Antonio Rodríguez de las Heras analiza los cambios que se han producido en la sociedad digital y proporciona coordenadas para orientarse en un nuevo mundo híbrido, entre lo físico y lo virtual.[cita requerida]

## Premios y distinciones
- Premio Extraordinario de Doctorado y el Premio del Patronato de la Universidad de Salamanca (1974).[2]
- Medalla de Mérito por la Universidad Carlos III de Madrid (2006).[37]
- Doctor honoris causa por la Universidad de Extremadura (2018).[38]
- Premio Fundesco de ensayo por su libro Navegar por la información (1990).[39]

## Monografías
- (1971). Ángel María de Lera. Madrid : EPESA Ediciones y Publicaciones Españolas
- (1974). El problema de la enseñanza en Cataluña (1934). Salamanca [s.n]
- (1976). Historia y crisis. Valencia : Fernando Torres Editor. ISBN-84-7366-007-2
- (1983). Crisogramas (El lenguaje de las crisis en los sistemas políticos). Cáceres : Laboratorio para la Investigación del Conflicto. Departamento de Historia Contemporánea. Universidad de Extremadura (en colaboración con el Centro de Análisis de los sistemas y las crisis de la Universidad de Barcelona). Depósito Legal: CC-42-1983
- (1983). El poder y la palabra. Cáceres : Laboratorio para la Investigación del Conflicto. Departamento de Historia Contemporánea. Universidad de Extremadura. Depósito Legal: CC-158-83.
- (1984). Lucha, deformación, coacción y desequilibrio en los fenómenos electorales. Cáceres : Seminario para la Investigación del Conflicto. Departamento de Historia Contemporánea. Universidad de Extremadura. ISBN-84-500-9839-4 (en colaboración con el Departamento de Estadística Matemática de la Universidad de Granada).
- (1985). Filiberto Villalobos, su obra social y política (1900-1936). Salamanca: Caja de Ahorros y Monte de Piedad de Salamanca. ISBN-84-398-3846-8 (Hay una reedición con el mismo título de 2005. Salamanca: Caja Duero.  ISBN-84-95610-79-5)
- (1991). Navegar por la información. Madrid : Fundación para el Desarrollo de la Función Social de las Comunicaciones. ISBN-84-86094-75-5
- (2015). Metáforas de la sociedad digital: el futuro de la tecnología en la educación. Ed. SM. ISBN-978-84-675-7471-5
- (2017). La red es un bosque. ALT Autores

## Libros electrónicos
- (1987). Teoría y métodos en historia contemporánea. Cáceres : Universidad de Extremadura (libro electrónico ISBN 84-404-0687-8)
- (1989). Por la orilla del hipertexto. Barcelona : Apple European University Consortium (edición electrónica en español, inglés y francés)
- (1992). San Petesburgo antes de la revolución. Madrid : Instituto de Humanidades y Comunicación de la Universidad Carlos III
- (1993). Nuevos espacios. Madrid : Lab-CDi (disco en formato CDI)
- (1994). Imagen y memoria de la UGT. Madrid : Centro de Estudios Históricos (UGT) (disco en formato CDI)
- (1998). Historia interactiva de la humanidad. (Director), Barcelona : Instituto Gallach (26 DVD /CDI / Video CD)
- (2003). Los estilitas de la sociedad tecnológica. Madrid: Fundación Telefónica.

## Artículos y otros textos
- (1976). "Las campañas agrarias de los intelectuales (Salamanca, 1913)" en GARCÍA DELGADO J.L. (ed.) La cuestión agraria en la España contemporánea. VI Coloquio de Pau. Madrid : EDICUSA, pp 363-391
- (1977). "Precisiones sobre el concepto de crisis" en TUÑÓN DE LARA M. (coord.) Ideología y sociedad en la España Contemporánea. Por un análisis del franquismo. Madrid : Cuadernos para el diálogo., pp. 85-99.
- (1978). "Extremadura en la crisis del Estado español" en La crisis del Estado español (1898-1936). Madrid : Cuadernos para el diálogo., pp. 85-99.
- (1982). "El desarrollo como conflicto" en I Reunión Iberoamericana sobre Educación para el Desarrollo (SISBER 82). Madrid.
- (198?). "Estructura ideológica del pensamiento de Bakunin", en Archives Bakounine. Internationaal Instittuut Voor Sociales Geschiedenis Amsterdam
- (1986). "Innovación tecnológica, evolución de la prensa, incidencia social (algunos indicadores para el análisis de la primera página" en La prensa en los siglos XIX y XX: Universidad del País Vasco.
- (1988). "La enseñanza de la historia asistida por ordenador. Las posibilidades del hipertexto set" en RODRIGUEZ FRUTOS J. (ed): Enseñar historia: nuevas propuestas. Barcelona : Laia, pp. 141-180.
- (1989). "Estructura ideológica y discurso editorial" en BOTREL J.F. (coord.):  Le discours de la presse. Rennes : Presses Universitaires de Rennes, pp. 243-248.
- (1994). Nacionalidades y estado en España. Tres conferencias de los presidentes J.A. Ardanza, M. Fraga y J. Pujol. Madrid : Universidad Carlos III y BOE.
- (2008). "Las TIC en la Educación: un proceso complejo", en Ábaco : Gijón, pp. 97-103.